# لوری هیل ایست (مینیاپولیس)
لوری هیل ایست (به انگلیسی: Lowry Hill East) یک منطقهٔ مسکونی در ایالات متحده آمریکا است که در مینیاپولیس واقع شده‌است. لوری هیل ایست ۹٬۲۹۸ نفر جمعیت دارد.